# BoerBurgerBeweging
BoerBurgerBeweging (BBB, deutsch Bauer-Bürger-Bewegung) ist eine populistische und europaskeptische Bauernpartei in den Niederlanden. Sie ist mit sieben Mandaten im niederländischen Parlament vertreten. Bei den Wahlen zu den Provinzparlamenten im März 2023 wurde sie landesweit zur stärksten Partei.

## Geschichte
Die BoerBurgerBeweging wurde im Oktober 2019 von der Journalistin Caroline van der Plas gegründet. Hintergrund waren die seit Anfang Oktober 2019 stattfindenden Proteste von Landwirten in den Niederlanden. Die Proteste richteten sich ursprünglich gegen einen Vorschlag der Regierung, die Stickstoffemissionen in den Niederlanden durch eine Halbierung des Viehbestands zu begrenzen.
Van der Plas war Spitzenkandidatin der Partei bei der Parlamentswahl in den Niederlanden am 17. März 2021. Die Partei erhielt 1,0 % der Stimmen und zog mit einem Sitz in die Zweite Kammer ein.
Nachdem die anhaltenden Bauernproteste in den Niederlanden eskaliert waren, bei denen es am 5. Juli 2022 zu gezielten Schüssen von Polizeibeamten auf Bauern in der Gemeinde Heerenveen kam, drängte die BBB auf eine Dringlichkeitsdebatte mit Premierminister Mark Rutte (VVD).
Bei den Wahlen zu den Provinzparlamenten im März 2023 erzielte die dabei erstmals angetretene BBB fast 20 % der Wählerstimmen. In den Provinciale Staten gewann sie durchweg die meisten Mandate (in der Provinz Noord-Holland gleichauf mit der VVD, in der Provinz Utrecht gleichauf mit GroenLinks). Die Zugewinne gingen großteils zu Lasten der konservativen Parteien in der Regierung Rutte, vor allem zu Lasten des Christen-Democratisch Appèl (CDA), der auf dem Lande zuvor gut verankert gewesen war. Zudem wanderten Protestwähler von Thierry Baudets neurechtem Forum voor Democratie ab, welches sich immer weiter zu pro-russischen und verschwörungstheoretischen Positionen radikalisiert hat. In der Gemeinde Westerwolde, in der sich in Ter Apel das zentrale Flüchtlingsauffanglager für die Niederlande befindet, erhielt die BBB fast 40 % der Stimmen.
Im Mai 2024 wurde eine Regierung von PVV, VVD, NSC und BBB bekannt gegeben (Kabinett Schoof).

## Wahlergebnisse
| Jahr | Wahl                                                          | Stimmenanteil | Sitze |
| ---- | ------------------------------------------------------------- | ------------- | ----- |
| 2021 | Wahl zur Zweiten Kammer des Niederländischen Parlaments 2021  | 1,00 %        | 1/150 |
| 2023 | Wahlen zur Ersten Kammer des Niederländischen Parlaments 2023 | 20,66 %       | 16/75 |
| 2023 | Wahl zur Zweiten Kammer des Niederländischen Parlaments 2023  | 4,65 %        | 7/150 |
| 2024 | Europawahl 2024                                               | 5,4 %         | 2/31  |